# Gleichenia alstonii
Gleichenia alstonii är en ormbunkeart som beskrevs av Holtt. Gleichenia alstonii ingår i släktet Gleichenia och familjen Gleicheniaceae. Inga underarter finns listade.